# 鲍里斯·巴利蒙特
鲍里斯·弗拉基米罗维奇·巴利蒙特（俄语：Борис Владимирович Бальмонт，1927年10月6日—2022年2月16日），苏联政治人物，曾任苏联机床制造和工具工业部部长。第十一届苏联最高苏维埃代表。

## 生平
1927年生于伊万诺沃-沃兹涅先斯克省舒亚。是诗人康斯坦丁·巴尔蒙特的侄孙。
1943年至1946年，在伊万诺沃第三空军特种学校学习。1946年起就读于莫斯科航空技术学院。1950年转入莫斯科鲍曼高等技术学校。1952年毕业后进入萨拉托夫二〇五国防工厂工作，历任工程师、高级工程师、副厂长兼车间主任（1952年－1956年）、总工程师（1956年－1960年）、厂长（1960年－1965年）。1956年加入苏联共产党。期间负责了弹道导弹陀螺仪装置部件的开发和生产工作。1965年4月调入新成立的苏联通用机器制造部（主管火箭和航天工业），担任第六总局局长。1972年4月任第八总局局长，部务委员。1973年任通用机器制造部副部长。1976年任第一副部长。1981年2月接替调至航空工业部的伊万·西拉耶夫，任机床制造和工具工业部部长。1986年7月退休。1987年至1992年，任苏联驻德意志联邦共和国大使馆公使衔参赞。2022年2月16日逝世。葬于特罗耶库罗夫公墓。

## 社会职务
- 苏联共产党中央委员会委员（1983年6月15日－1989年4月25日）
- 苏联共产党中央委员会候补委员（1981年－1983年）
- 第十届苏联最高苏维埃代表（1982年－1984年）
- 第十一届苏联最高苏维埃民族院代表（1984年－1989年）

## 荣誉
- 社会主义劳动英雄（1978年9月6日）
- 列宁勋章（1961年6月17日、1966年7月26日、1971年10月25日、1978年9月6日）
- 荣誉勋章（2011年12月12日）
- 苏联国家奖（1976年11月4日）

## 家庭
- 伯爷：康斯坦丁·德米特里耶维奇·巴尔蒙特（1867年－1942年）
- 爷爷：亚历山大·德米特里耶维奇·巴尔蒙特（1869年－1929年）
- 父亲：弗拉基米尔·亚历山德罗维奇·巴尔蒙特（1901年－1971年），畜牧业专家，曾任哈萨克斯坦农业科学院副院长。